# 海內拉 (新澤西州)
海內拉（英語：Hi-Nella）是位於美國新澤西州康登縣的自治市鎮。

## 人口
根據2020年美國人口普查的數據，海內拉的面積為0.58平方千米，皆為陸地。當地共有人口927人，而人口密度為每平方千米1,598人。